# Marie-Victorin
Marie-Victorin, al secolo Joseph-Louis-Conrad Kirouac (Kingsey Fall, 3 aprile 1885 – Saint-Hyacinthe, 15 luglio 1944), è stato un botanico canadese.
Direttore e fondatore dell'istituto botanico dell'università di Montréal, pubblicò la Flora Laurencienne sulla flora canadese e studiò la fitogeografia dell'isola di Cuba.